# Scoparia absconditalis
Scoparia absconditalis là một loài bướm đêm trong họ Crambidae.